# Décès en 875
Décès
- 871
- 872
- 873
- 874
- 875
- 876
- 877
- 878
- 879

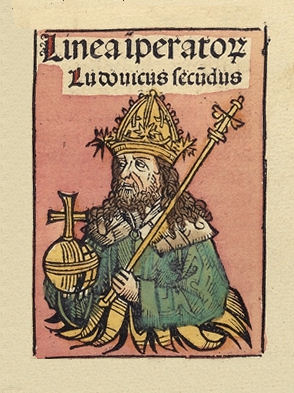
Louis II mort en 875.

Cette page dresse une liste de personnalités mortes au cours de l'année 875 :
- 27 avril : Lubb II ibn Musa, wali de Tolède.
- 6 mai[1] : Muslim ben al-Hajjaj, auteur musulman d’un livre de hadiths (paroles et actes du Prophète).
- 12 août : Louis II, fils de Lothaire Ier et Ermengarde, empereur d'Occident[2].
- 16 décembre : Adon, évêque de Vienne[3].

- Actard, évêque de Nantes, exilé, un temps affecté au diocèse de Thérouanne puis archevêque de Tours.
- Amram Gaon, directeur de l'académie talmudique de Soura, en Babylonie.
- Athanase Ier, évêque de Naples.
- Oistin mac Amlaíb, roi viking ou norvégien-gaël.
- Rémi de Lyon, archevêque de Lyon.

## Crédit d'auteurs
- Cet article est partiellement ou en totalité issu de l'article intitulé « 875 » (voir la liste des auteurs).